# Bétous
Bétous é uma comuna francesa na região administrativa de Occitânia, no departamento de Gers. Estende-se por uma área de 5,13 km². Em 2010 a comuna tinha 85 habitantes (densidade: 16,6 hab./km²).